# Мон-Трамлан
Мон-Трамлан (фр. Mont-Tramelan) або Бергтрамлінген (нім. Bergtramlingen) — громада в Швейцарії в кантоні Берн, адміністративний округ Бернська Юра.
Громада являє собою невеликий німецькомовний анклав у французькомовній Бернській Юрі.

## Географія
Громада розташована на відстані близько 45 км на північний захід від Берна.
Мон-Трамлан має площу 4,6 км², з яких на 2,8 % дозволяється будівництво (житлове та будівництво доріг), 58,8 % використовуються в сільськогосподарських цілях, 38,4 % зайнято лісами, 0 % не є продуктивними (річки, льодовики або гори).

## Демографія
2019 року в громаді мешкало 109 осіб (-9,2 % порівняно з 2010 роком), іноземців було 0,9 %. Густота населення становила 23 осіб/км².
За віковим діапазоном населення розподілялося таким чином: 29,4 % — особи молодші 20 років, 49,5 % — особи у віці 20—64 років, 21,1 % — особи у віці 65 років та старші. Було 43 помешкань (у середньому 2,5 особи в помешканні).
Із загальної кількості 56 працюючих 37 було зайнятих в первинному секторі, 8 — в обробній промисловості, 11 — в галузі послуг.